# 明間輝行
明間 輝行（あけま てるゆき、1925年（大正14年）5月26日 - 2005年（平成17年）9月3日）は、日本の実業家。東北電力取締役社長や、同社取締役会長、東北経済連合会会長を務めた。

## 来歴
宮城県仙台市出身。1951年東北大学法学部卒業。津本陽は同期生。
東北電力取締役社長や、同社取締役会長、日本原子力発電取締役を務めた。1993年東北経済連合会会長。
1995年仙台フィルハーモニー管弦楽団理事長。1997年、勲一等瑞宝章受章。2001年東北電力相談役。2005年肺炎のため仙台市内の病院で死去。